# Maha Vagga
Le Maha Vagga (en français La grande section) est une partie d'un texte bouddhiste appelé Dīgha Nikāya ou Recueil des longs discours.

## Signification du nom
Maha = grand.
Vagga = section.

## Contenu
La grande section est composée des 10 discours suivants :
1. Un grand récit légendaire : (Maha padana)
2. Causes et non soi : (Maha nidana)
3. Les derniers jours du Bouddha : (Maha parinirvâna)
4. Le roi Mahâsudassana : (Mahâsudassana Sutta)
5. Le dieu Janavasabha : (Janavasabha Sutta)
6. Le bodhisattva Mahâgovinda : (Mahâgovinda Sutta)
7. La grande réunion : (Mahasamaya)
8. Questions de Sakka : (Sakka panha)
9. Le grand discours des bases de l'attention : (Maha sati patthana sutta)
10. Le gouverneur Pâyâsi : (Pâyâsi Sutta)